# Гистрия

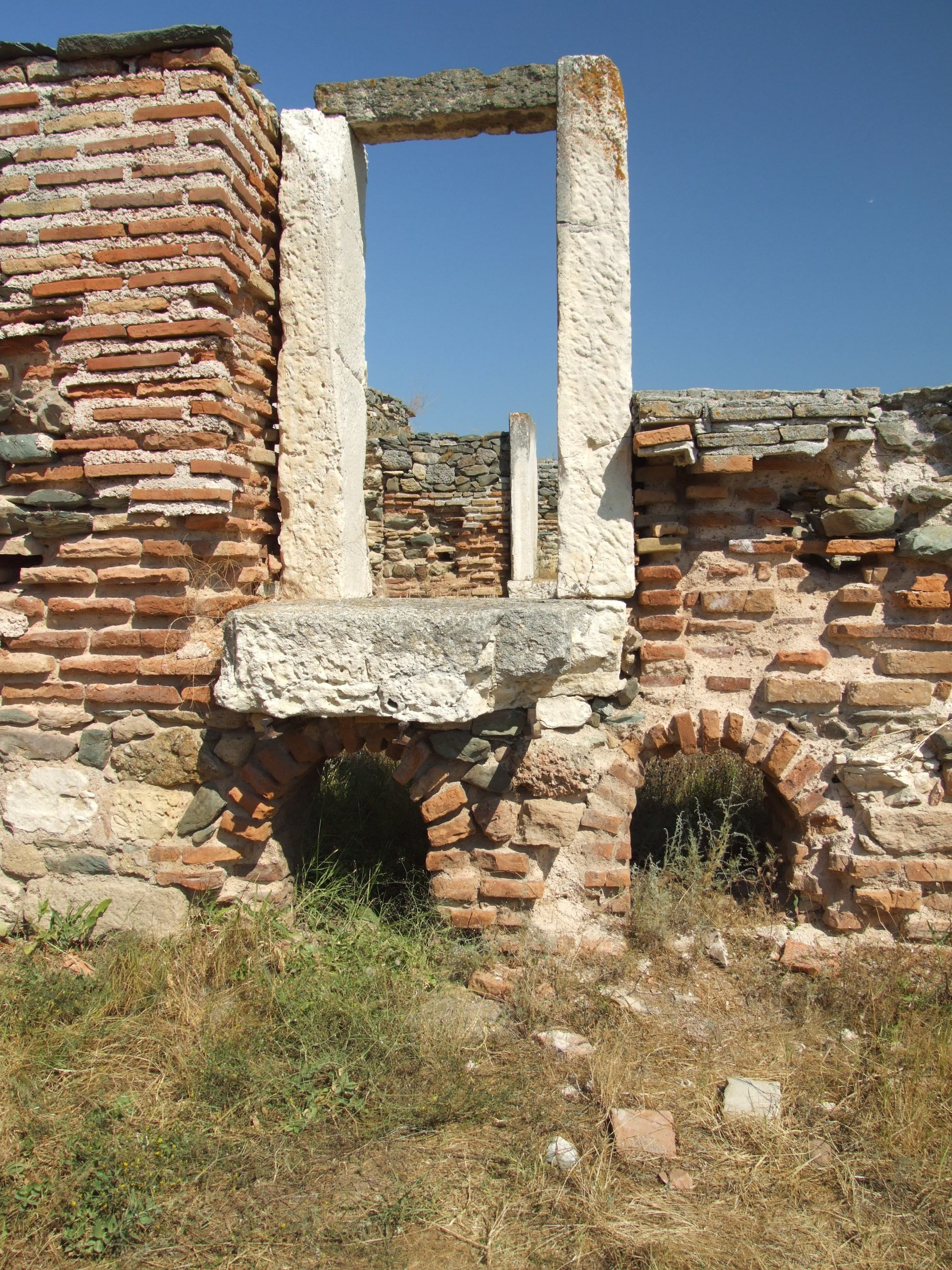
Руины Истрии

Истрия или Истр (др.-греч. Ἰστρίη) — древнегреческий город на берегу Чёрного моря, в Малой Скифии, основанный выходцами из Милета в земле гетов в последней трети VII века до н. э. (Скимн Хиосский). Город получил своё название по имени реки Истр (др.-греч. Ἴστρος).
Древний город с акрополем и торговым кварталами занимал территорию в 60 га на берегу черноморской лагуны с выходом на севере к дельте Дуная (там римляне устроили военный лагерь Гальмирис). В начале нашей эры из-за заиления дельты лагуна превратилась в замкнутое Синее озеро (рум. Lacul Sinoe), торговое значение Иистрии сильно упало, местные жители в римские времена обратились к рыболовству.
Французский археолог Э. Дежарден в 1868 году установил, что древняя Истрия находилась в нескольких километрах от одноимённого селения в жудеце Констанца. Систематическое археологическое исследование объекта провёл в XX веке Василе Пырван. Его находки выставлены в местном археологическом музее.